# Robert Romanowski
Robert Ryszard Romanowski – polski ekonomista, dr hab. nauk ekonomicznych, profesor uczelni Instytutu Marketingu Uniwersytetu Ekonomicznego w Poznaniu.

## Życiorys
W 1997 ukończył studia w zakresie zarządzania i marketingu w Akademii Ekonomicznej w Poznaniu, 30 września 2005 obronił pracę doktorską Uwarunkowania wykorzystania instrumentów marketingowych w wielofunkcyjnym rozwoju obszarów wiejskich, 8 kwietnia 2016 habilitował się na podstawie dorobku naukowego i pracy zatytułowanej Wpływ wsparcia systemów innowacji na rozwój lokalny. Otrzymał nominację profesorską.
Objął funkcję profesora nadzwyczajnego w Katedrze Handlu i Marketingu na Wydziale Zarządzania Uniwersytetu Ekonomicznego w Poznaniu.
Piastuje stanowisko profesora uczelni w Instytucie Marketingu na Uniwersytecie Ekonomicznym w Poznaniu.

## Publikacje
- 2013: Marketing terytorialny oparty na wiedzy / red. nauk. Wiesław Ciechomski, Robert Romanowski ; Uniwersytet Ekonomiczny w Poznaniu[2]
- 2015: Wpływ wsparcia systemów innowacji na rozwój lokalny[2]
- 2017: Wokół ekonomiczno-społeczno-prawnych kontrowersji rzeczywistości : zagadnienia, problemy, rozwiązania / pod redakcją naukową Roberta Romanowskiego, Tomasza Buchwalda[2]
- 2019: Marketing terytorialny : innowacje społeczne / redakcja naukowa Robert Romanowski, Sławomir Palicki ; Uniwersytet Ekonomiczny w Poznaniu[2]